# حرای هندی
حرّای هندی (نام علمی: Avicennia officinalis) گونه‌ای درخت حرا است که به عنوان حرا هندی نیز شناخته می‌شود. نام سرده سینائیان از نام دانشمند معروف ایرانی ابن سینا گرفته شده است.